# Siphulella
Siphulella är ett släkte av lavar. Siphulella ingår i familjen Icmadophilaceae, ordningen Pertusariales, klassen Lecanoromycetes, divisionen sporsäcksvampar och riket svampar.
|            | Dibaeis                                  |
|            |                                          |
|            | Knightiella                              |
|            |                                          |
|            | Icmadophila                              |
|            |                                          |
|            | Thamnolia                                |
|            |                                          |
| Siphulella | \| \| Siphulella coralloidea \| \| \| \| |
|            | \| \| Siphulella coralloidea \| \| \| \| |
|            | Siphula                                  |
|            |                                          |
|            | Siphulella coralloidea                   |
|            |                                          |

|  | Siphulella coralloidea |
|  |                        |